# أيتور مارتينيز
أيتور مارتينيز (بالإسبانية: Aitor Martínez)‏ هو سباح إسباني، ولد في 22 أغسطس 1993.

## وصلات خارجية
- ايتور مارتينيز على موقع الاتحاد الدولي للسباحة (الإنجليزية)
- ايتور مارتينيز على موقع اللجنة الأولمبية الدولية (الإنجليزية)
- ايتور مارتينيز على موقع أوليمبيديا (الإنجليزية)
- ايتور مارتينيز على موقع اللجنة الأولمبية الإسبانية (الإسبانية)